# Seemühle (Kernen im Remstal)
Die Seemühle ist ein der Gemeinde Kernen im Remstal im baden-württembergischen Rems-Murr-Kreis zugehöriger Wohnplatz.

## Lage

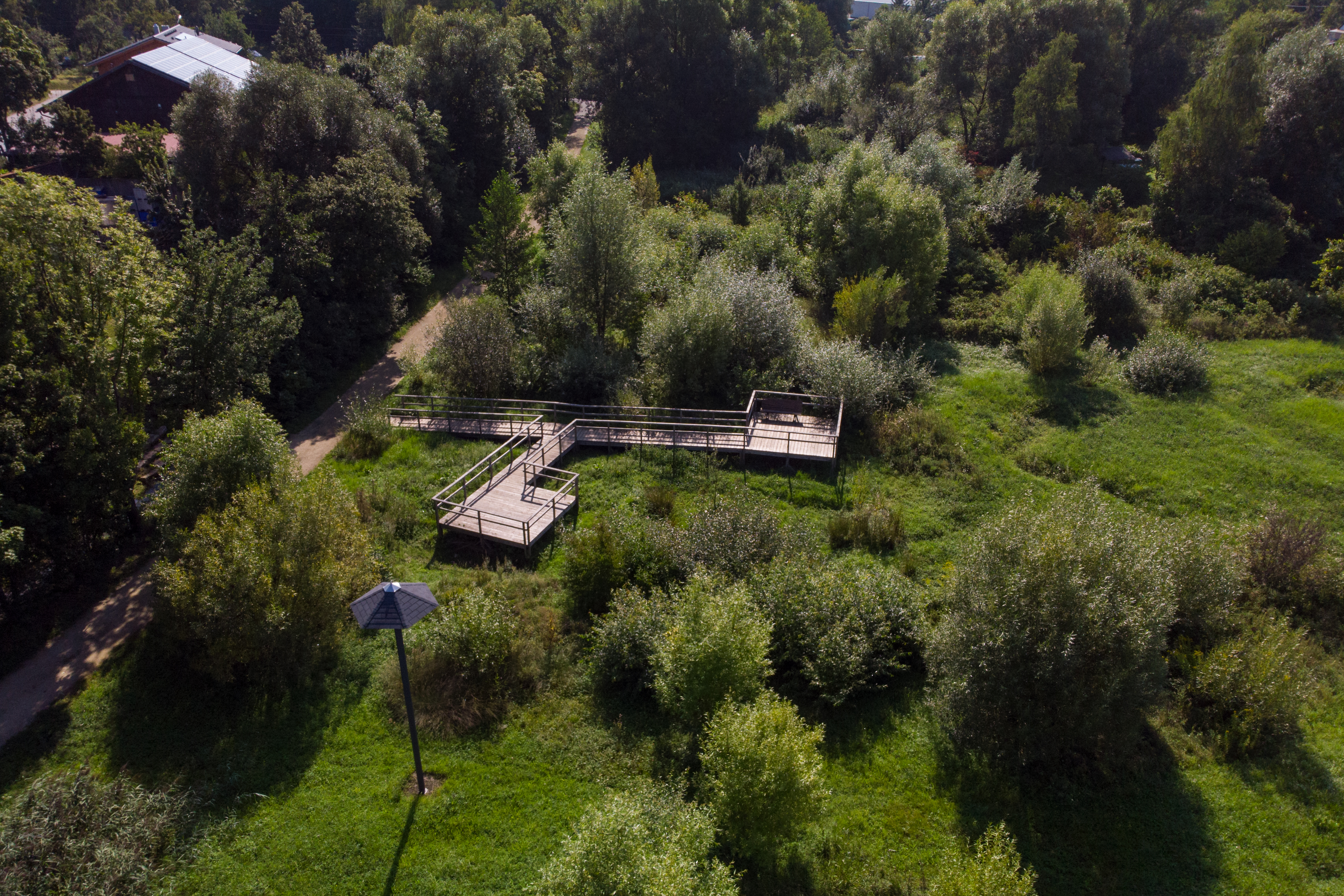
Luftbild des Biotops Seewiesen

Die Seemühle liegt nordöstlich des Teilortes Stetten am Haldenbach, einem linken Zufluss der Rems.
Der Wohnplatz steht auf dem mit 246,5 m ü. NHN tiefsten Punkt der Gemeinde Kernen am Ausfluss dieses Baches aus dem Gemeindegebiet.
Neben einem Weingut gibt es seit Mai 2018 nahe der Seemühle das Biotop Seewiesen.

## Geschichte

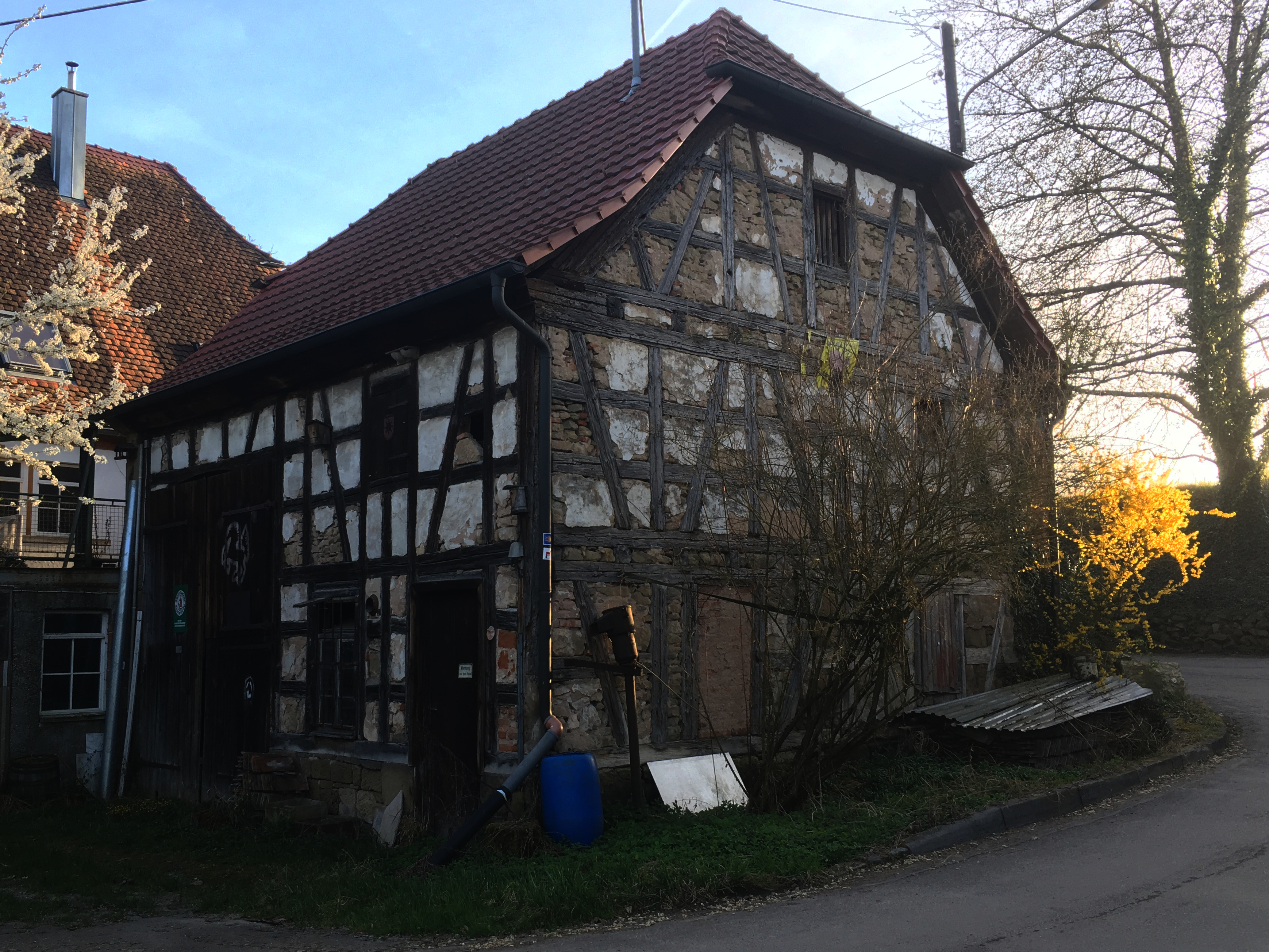
Seemühle

Eines der Gebäude des Wohnplatzes ist die namengebende Seemühle. Neben der Dorfmühle ist sie die einzige verbleibende der einst drei Bannmühlen in Stetten. Sie wurde 1794 über eine Vorgängermühle gebaut.